# العلاقات الليسوتوية المدغشقرية
العلاقات الليسوتوية المدغشقرية هي العلاقات الثنائية التي تجمع بين ليسوتو ومدغشقر.

## مقارنة بين البلدين
هذه مقارنة عامة ومرجعية للدولتين:
| وجه المقارنة                                              | ليسوتو                      | مدغشقر                      |
| --------------------------------------------------------- | --------------------------- | --------------------------- |
| المساحة (كم2)                                             | 32.96 ألف                   | 587.04 ألف                  |
| عدد السكان (نسمة)                                         | 2.23 مليون                  | 25.57 مليون                 |
| الكثافة السكانية (ن./كم²)                                 | 67.66                       | 43.56                       |
| العاصمة                                                   | ماسيرو                      | أنتاناناريفو                |
| اللغة الرسمية                                             | لغة إنجليزية، اللغة السوتية | اللغة الملغاشية، لغة فرنسية |
| العملة                                                    | لوتي ليسوتو                 | أرياري مدغشقري              |
| الناتج المحلي الإجمالي (بليون دولار)                      | 2.64 مليار                  | 11.50 مليار                 |
| الناتج المحلي الإجمالي (تعادل القوة الشرائية) بليون دولار | 6.30 مليار                  | 35.51 مليار                 |
| الناتج المحلي الإجمالي الاسمي للفرد دولار أمريكي          | 1.07 ألف                    | 401                         |
| الناتج المحلي الإجمالي للفرد دولار أمريكي                 | 2.64 ألف                    | 1.44 ألف                    |
| مؤشر التنمية البشرية                                      | 0.497                       | 0.510                       |
| رمز المكالمات الدولي                                      | +266                        | +261                        |
| رمز الإنترنت                                              | .ls                         | .mg                         |
| المنطقة الزمنية                                           | ت ع م+02:00                 | ت ع م+03:00                 |

## منظمات دولية مشتركة
يشترك البلدان في عضوية مجموعة من المنظمات الدولية، منها:
| علم المنظمة | اسم المنظمة                                                | تاريخ انضمام ليسوتو | تاريخ انضمام مدغشقر |
| ----------- | ---------------------------------------------------------- | ------------------- | ------------------- |
|             | البنك الإفريقي للتنمية                                     | ?                   | ?                   |
|             | العملية المشتركة للاتحاد الأفريقي والأمم المتحدة في دارفور | ?                   | ?                   |
|             | المركز الدولي لتسوية المنازعات الاستشارية                  | 7 أغسطس 1969        | 14 أكتوبر 1966      |
|             | مؤسسة التنمية الدولية                                      | 19 سبتمبر 1968      | 25 سبتمبر 1963      |
|             | مجموعة التنمية لأفريقيا الجنوبية                           | ?                   | ?                   |
|             | مؤسسة التمويل الدولية                                      | 29 سبتمبر 1972      | 27 سبتمبر 1963      |
|             | الاتحاد البريدي العالمي                                    | ?                   | ?                   |
|             | البنك الدولي للإنشاء والتعمير                              | 25 يوليو 1968       | 25 سبتمبر 1963      |
|             | منظمة التجارة العالمية                                     | ?                   | ?                   |
|             | منظمة حظر الأسلحة الكيميائية                               | ?                   | ?                   |
|             | الأمم المتحدة                                              | 17 أكتوبر 1966      | 20 سبتمبر 1960      |
|             | مجموعة دول أفريقيا والكاريبي والمحيط الهادئ                | ?                   | ?                   |
|             | الاتحاد الأفريقي                                           | ?                   | ?                   |
|             | وكالة ضمان الاستثمار متعدد الأطراف                         | 12 أبريل 1988       | 8 يونيو 1988        |
|             | منظمة الشرطة الجنائية الدولية                              | ?                   | ?                   |
|             | يونسكو                                                     | 29 سبتمبر 1967      | 10 نوفمبر 1960      |
|             | الاتحاد الدولي للاتصالات                                   | 26 مايو 1967        | 11 مايو 1961        |

## وصلات خارجية
- موقع وزارة الخارجية الليسوتوية